# Alpsko mesto leta
Alpsko mesto leta je združenje mest na območju Alp, ki so prejela naziv alpskega mesta leta. Ta naziv, s katerim se neko alpsko mesto odlikuje po posebni zavzetosti in prizadevanjih pri uresničevanju Alpske konvencije, podeljuje mednarodna žirija.
Osrednja želja in skrb Alpske konvencije je povezati ukrepe za varstvo alpskega prostora s trajnostnim in dolgoročnim regionalnim razvojem. Bistvenega pomena je, da se vsebina Alpske konvencije konkretno uresničuje prav v mestih alpskega sveta, saj živita dve tretjini alpskega prebivalstva v urbaniziranih predelih, ki v strukturi celotne površine Alp zavzemajo le 40%. Glede na celotno površino so Alpe zato nedvomno še vedno podeželski prostor, prebivalstvo in s tem gospodarstvo pa je večinoma že zaznamoval značaj mesta. Tu je tudi iskati razlog, da med naravo in kulturo, ekologijo in ekonomijo nastajajo napetosti. Spodbuditi širši krog prebivalstva, da bi se začel zavedati vseh teh spoznanj, pa je izrecni namen in osrednji cilj ideje alpskega mesta leta.
Dne 11. januarja 2008 so Alpska konvencija in alpska mesta leta podpisala Memorandum o soglasju in tako potrdila obojestransko željo po stalnem sodelovanju. Konkretne oblike dejavnosti bodo določene v okviru skupnega programa dela.

## Mesta leta
| Leto | Mesto             | Država    |
| ---- | ----------------- | --------- |
| 1997 | Beljak            | Avstrija  |
| 1999 | Belluno           | Italija   |
| 2000 | Maribor           | Slovenija |
| 2001 | Bad Reichenhall   | Nemčija   |
| 2002 | Gap               | Francija  |
| 2003 | Herisau           | Švica     |
| 2004 | Trento            | Italija   |
| 2005 | Sonthofen         | Nemčija   |
| 2006 | Chambéry          | Francija  |
| 2007 | Sondrio           | Italija   |
| 2008 | Brig-Glis         | Švica     |
| 2009 | Bolzano           | Italija   |
| 2010 | Bad Aussee        | Avstrija  |
| 2011 | Idrija            | Slovenija |
| 2012 | Annecy            | Francija  |
| 2013 | Lecco             | Italija   |
| 2015 | Chamonix          | Francija  |
| 2016 | Tolmin            | Slovenija |
| 2017 | Tolmeč            | Italija   |
| 2018 | Bressanone/Brixen | Italija   |
| 2019 | Morbegno          | Italija   |